# (636) Erika
(636) Erika – planetoida z pasa głównego asteroid okrążająca Słońce w ciągu 4 lat i 350 dni w średniej odległości 2,91 j.a. Została odkryta 8 lutego 1907 roku w Taunton (Massachusetts) przez Joela Metcalfa. Pochodzenie nazwy planetoidy nie jest znane. Przed jej nadaniem planetoida nosiła oznaczenie tymczasowe (636) 1907 XP.